# Kissikátor
Kissikátor es un pueblo ubicado en el distrito de Ózd, condado de Borsod-Abaúj-Zemplén, Hungría.

## Superficie
Posee una superficie de 10,38 kilómetros cuadrados.

## Demografía
Hasta 2022 la población era de 301 habitantes, con una densidad de población de 29,0 habitantes por kilómetro cuadrado.